# Georg Weiner
Georg Weiner (ur. 22 sierpnia 1895, zm. 24 stycznia 1957) – as lotnictwa niemieckiego Luftstreitkräfte z 9 potwierdzonymi zwycięstwami w I wojnie światowej.
Po służbie w Schutzstaffel 15 25 stycznia 1917 roku został przydzielony do Jagdstaffel 20. W eskadrze uzyskał swoje pierwsze zwycięstwo 23 marca 1917 roku. W maju 1917 roku został przeniesiony do Kest 3, w której odniósł kolejne trzy zwycięstwa. 4 lub 5 września 1918 roku nastąpiło kolejne przesunięcie Georga Weinera. Został mianowany dowódcą Jagdstaffel 3. W jednostce przebywał do końca wojny i uzyskał kolejnych pięć zwycięstw.  
W okresie międzywojennym pracował jako pilot, pisarz i wydawca. W II wojnie światowej służył w Luftwaffe i zakończył służbę w 1945 roku w stopniu generała-majora.

## Odznaczenia (lista niepełna)
- Krzyż Żelazny I Klasy